# 전남지방우정청
전남지방우정청(全南地方郵政廳, Jeonnam Regional Communications Office)은 우정사업본부의 소속기관이다. 2011년 5월 30일 발족하였으며, 광주광역시 서구 계수로 41에 위치한다. 청장은 고위공무원단 나등급에 속하는 일반직공무원으로 보한다. 광주무진로우체국과 청사를 공유한다.

## 직무
- 우편물의 접수·운송 및 배달
- 우체국예금·우체국보험 등 우체국금융사업

## 연혁
- 1949년 11월 22일: 체신부 소속으로 광주지방체신청 설치.[2]
- 1953년 1월 18일: 광주시 대의동으로 청사 이전.
- 1971년 4월 2일: 관할구역 중 전라북도를 이관하여 전주지방체신청을 분리.[3]
- 1979년 9월 7일: 전남지방체신청으로 개편.[4]
- 1982년 1월 1일: 광주시 임동으로 청사 이전.
- 1987년 4월 7일: 광주시 대의동으로 청사 이전.
- 1994년 12월 23일: 정보통신부 소속으로 변경.[5]
- 2000년 7월 1일: 우정사업본부 소속으로 변경.[6]
- 2003년 12월 15일: 광주시 유촌동으로 청사 이전.
- 2011년 5월 30일: 전남지방우정청으로 개편.[7]

## 관할구역
- 광주광역시
- 전라남도

## 조직

### 청장
| - 감사관실 우정사업국 - 우정계획과 - 우편영업과 - 우편물류과 - 예금영업과 - 보험영업과 사업지원국 - 운영지원과 - 인력계획과 - 회계정보과 | - 우체국 - 광주우체국 - 북광주우체국 - 서광주우체국 - 광주광산우체국 - 목포우체국 - 여수우체국 - 순천우체국 - 광양우체국 - 나주우체국 - 해남우체국 - 강진우체국 - 고흥우체국 - 곡성우체국 - 구례우체국 - 담양우체국 - 무안우체국 - 보성우체국 - 영광우체국 - 영암우체국 - 완도우체국 - 장성우체국 - 장흥우체국 - 진도우체국 - 함평우체국 - 화순우체국 - 우편집중국 - 광주우편집중국 - 영암우편집중국 |